# Acacia longifolia
Acacia longifolia là một loài thực vật có hoa trong họ Đậu. Loài này được (Andrews) Willd. miêu tả khoa học đầu tiên.

## Hình ảnh

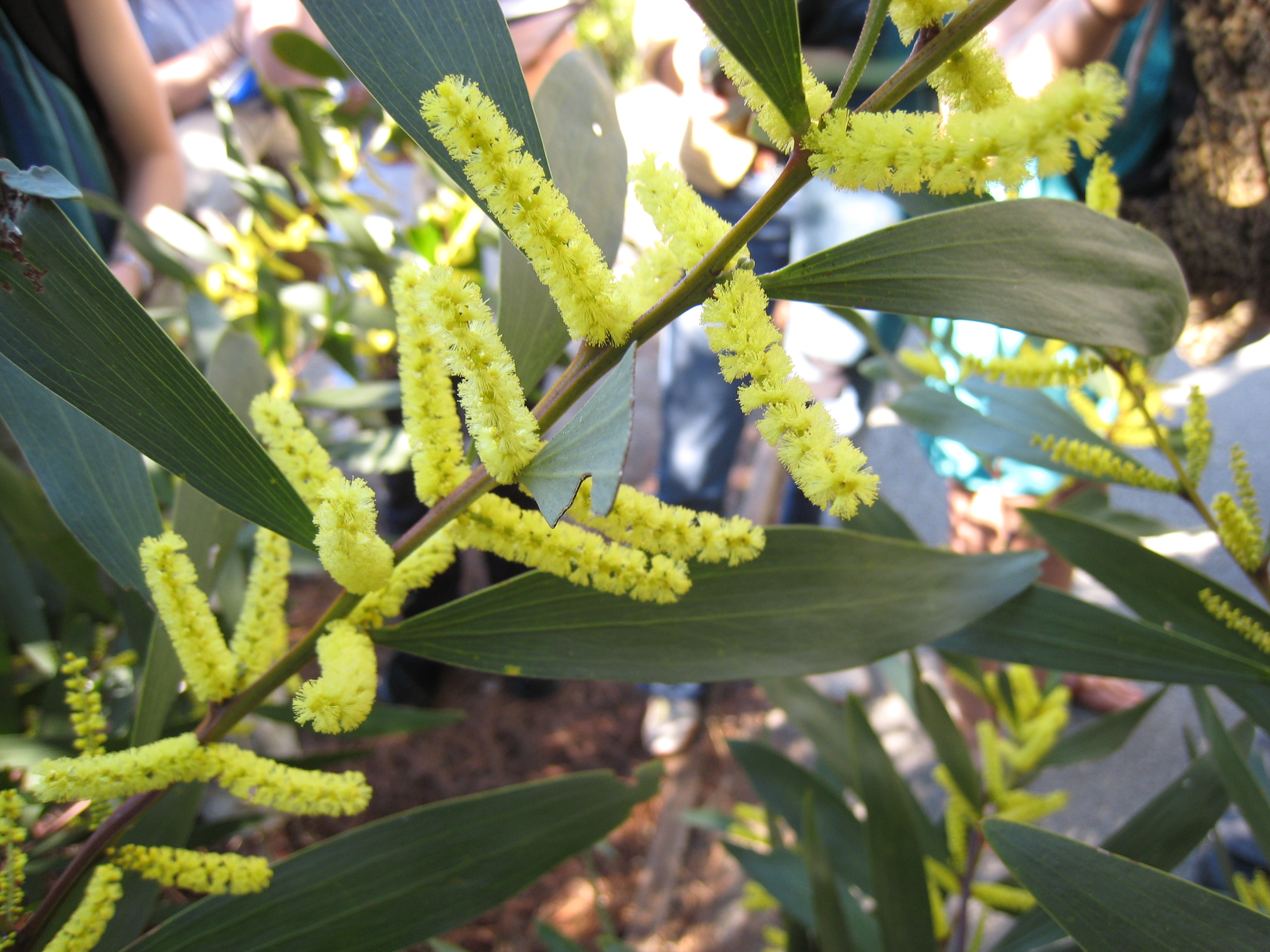
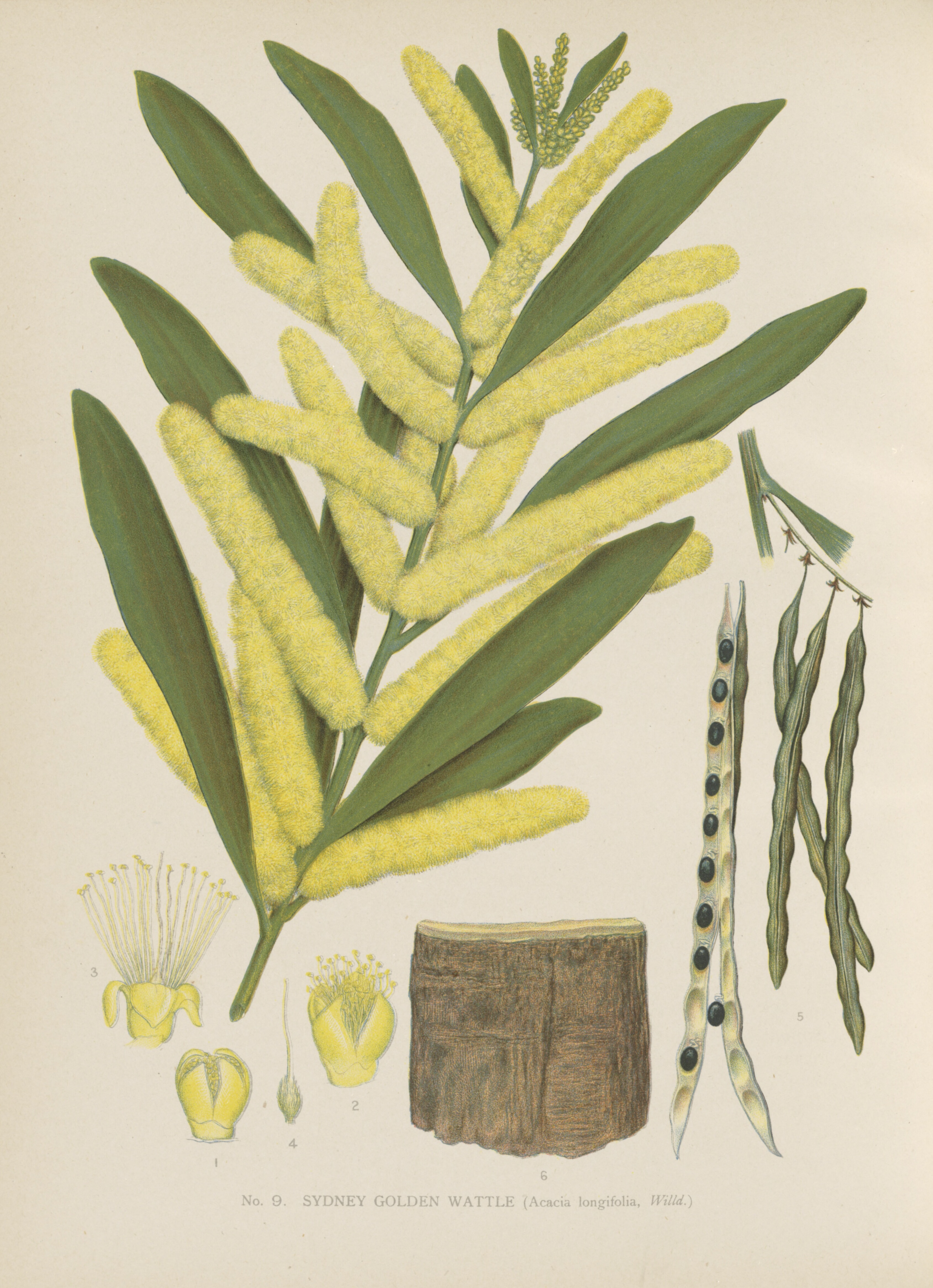
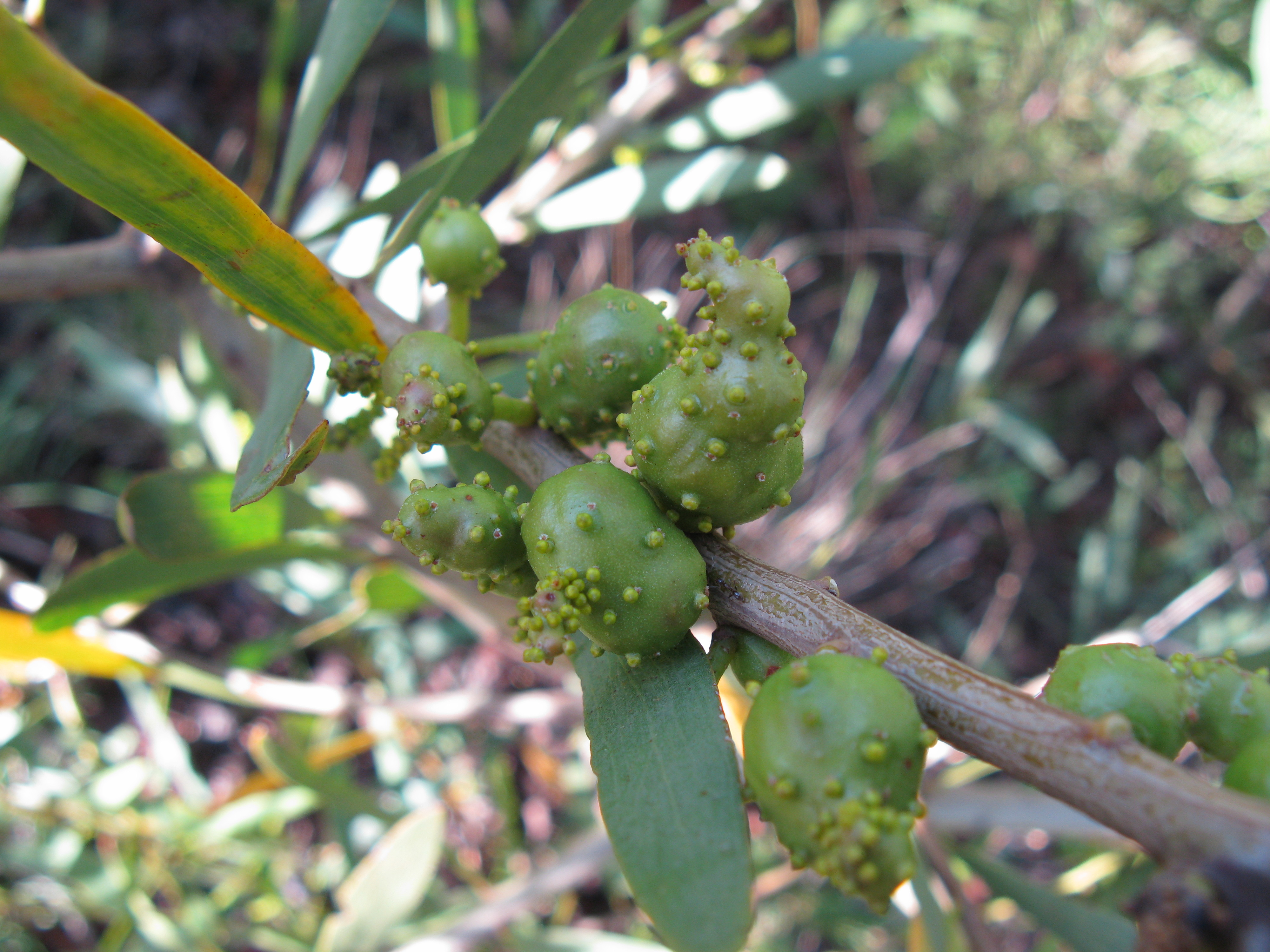